# Campomanesia guaviroba
Campomanesia guaviroba är en myrtenväxtart som först beskrevs av Dc., och fick sitt nu gällande namn av Hjalmar Frederik Christian Kiaerskov. Campomanesia guaviroba ingår i släktet Campomanesia och familjen myrtenväxter. Inga underarter finns listade i Catalogue of Life.